# Maurice Pérouse
Maurice Pérouse, né le 24 mars 1914 à Saint-Rambert-l'Île-Barbe et mort le 18 septembre 1985, est un haut fonctionnaire français.

## Biographie

### Jeunesse et études
Maurice Joseph André Honoré Pérouse naît en 1914. Il est le fils de Jean Pérouse, ingénieur des mines. Il est diplômé de l'École centrale des arts et manufactures (promotion 1936), ainsi que d'un Master of Science du Massachusetts Institute of Technology (MIT) en 1937.
Durant la Seconde Guerre mondiale, il est fait prisonnier par les Allemands et est interné à l'Oflag IV-D. Il y fait la connaissance de Philippe de Montrémy, qui le décide à préparer le concours de l'inspection générale des Finances. Il révise le concours dans le camp de concentration.
Il passe le concours à la Libération. Il est admis en 1945, au rang de major.

### Parcours professionnel
Maurice Pérouse travaille, à la demande de Michel Debré, sur les questions économiques relatives au rattachement de la Sarre, notamment au niveau monétaire. Il rejoint l'équipe de Guillaume Guindey à Paris l'année suivante et passe sous-directeur en 1951, puis attaché financier à Washington de 1953 à 1957. Il rentre en contact avec Jacques Brunet, qui lui propose les fonctions de secrétaire général du Crédit national et du Comité monétaire de la zone franc, qu'il accepte.
Il se rapproche à partir de 1957 de Wilfrid Baumgartner, alors gouverneur de la Banque de France, dont il appartient à la garde rapprochée. Il est recruté au sein du cabinet ministériel du Premier ministre Michel Debré en janvier 1959. Il est alors chargé des affaires monétaires, et suit les activités de la direction du Trésor. Il quitte le cabinet en février 1960.
Pérouse est alors nommé directeur général du Trésor. Il refuse de fusionner Finex (la direction du financement extérieur) avec la direction du Trésor. Pérouse cherche à renforcer le poids de la bourse de Paris dans le monde, constatant que les marchés financiers new-yorkais et londoniens deviennent de plus en plus imposants. Il demeure à ce poste jusqu'en 1967, et est remplacé par René Larre.
Le 12 juillet 1967, il est nommé directeur général de la Caisse des dépôts et consignations, succédant à François Bloch-Lainé. Il est également membre du comité directeur du Fonds d'aide et de coopération. En 1979, il préside à la publication d'un rapport demandé par le ministre René Monory au sujet de la mise en œuvre de la modernisation des marchés financiers français, par le biais de « la modernisation des méthodes de cotation, d'échange et de conservation du marché des valeurs mobilières ». Il demeure à ce poste à la Caisse des dépôts jusqu'en 1982, date à laquelle Robert Lion lui succède.
Il préside la Barclays Bank SA entre 1982 et 1985.

## Décoration
- Officier de l'ordre de l'Économie nationale, en qualité de « directeur du Trésor » (1963)[13].

## Sources
- Laure Quennouelle-Corre, La direction du Trésor, 1947-1967. L'Etat-banquier et la croissance, Paris, Comité pour l'histoire économique et financière, 2000
- Éric Chiaradia, L'entourage du général de Gaulle: juin 1958-avril 1969, 2011
- Pierre Achard, Dictionnaire historique des inspecteurs des Finances 1801-2009: Dictionnaire thématique et biographique, Institut de la gestion publique et du développement économique, 2014
- Notices d'autorité :   - VIAF
  - BnF (données)